# كيرا دت
كيرا دت (بالإنجليزية: Kyra Dutt)‏ هي عارضة وممثلة هندية، ولدت في 12 مارس 1991 في كلكتا في الهند.

## وصلات خارجية
- كيرا دت على موقع IMDb (الإنجليزية)